# Сименеево
 Сименеево  — деревня в Нижнекамском районе Татарстана. Входит в состав Сухаревского сельского поселения.

## География
Находится в центральной части Татарстана на расстоянии приблизительно 22 км по прямой на юг-юго-запад от районного центра города Нижнекамск.

## История
Основана в XVIII веке. Упоминалась также как Верхние Ерыклы, Семёновка.
В «Списке населенных мест по сведениям 1870 года», изданном в 1877 году, населённый пункт упомянут как деревня Верхние Ерыклы (Семеновка) 3-го стана Мензелинского уезда Уфимской губернии. Располагалась при речке Ерыкле, по левую сторону Бирско-Мамадышского коммерческого тракта, в 97 верстах от уездного города Мензелинска и в 31 версте от становой квартиры в селе Заинск (Пригород). В деревне, в 186 дворах жили 1360 человек, татары (647 мужчин и 713 женщин), была водяная мельница. Жители занимались пчеловодством, извозничеством.

## Население
Постоянных жителей было: в 1920 году — 151, в 1938—128, в 1949—153, в 1958—118, в 1979—132, в 1989 — 46, в 2002 − 23 (татары 100 %), 16 в 2010, 14 в 2020.